# 弘安寺
弘安寺（こうあんじ）は、福島県大沼郡会津美里町にある曹洞宗の寺院。山号は普門山。観音堂があり、一般には中田観音と呼ばれることが多い。

## 中田観音
弘安寺別当中田観音は会津ころり三観音の一つである。本尊の十一面観世音菩薩は文永11年（1274年）長者江川常俊が娘の菩提を弔うために鋳造された。寺は弘安2年（1279年）に建立され、年号をとり弘安寺と称した。重要文化財の旧観音堂厨子は寛永19年（1642）～慶安元年（1646年）に観音堂が修復された際に堂外に出され、現在は保存庫に納められ、弁財天が祀られている。
十一面観世音菩薩と2体の脇侍（地蔵菩薩、不動明王）は観音堂内に祀られており、 三体とも国の重要文化財に指定されている。三体とも金銅仏で、写実的なその完成度から当時の最高傑作と言われる。一般的に十一面観世音菩薩を本尊とする場合、脇侍は毘沙門天と不動明王の配置になるが、中田観音の場合地蔵菩薩と不動明王になっている。
地元では「中田の観音さま」として親しまれており、細菌学者野口英世の母シカが深く信仰し毎月参篭して月参りをしていたことでも有名で、英世が大正4年(1915年)に帰国した際、母と恩師を連れ9月15日にお礼参りした写真が境内に残されている。
又、会津藩主代々の祈願所であった。

## 江川長者伝説
鎌倉時代、奥州会津の寒川村（会津美里町佐布川）の江川常俊は白壁の倉を7棟も構え、このあたりでは江川長者と呼ばれていたが、この長者夫婦の悩みが子宝に恵まれないことであった。そこで法用寺（会津美里町雀林）の観音様に日参、願をかけることにした。やがてご利益があり妻は懐妊、月満ちて女の子が誕生したのである。常子（姫）と名付けられたその子は、すくすくと育った。
時はうつり常姫がかぞえ17歳になった春、姫は乳母を連れて法用寺の祭礼にお礼参りにやってきた。お参りが終わって満開の虎の尾桜をながめていたとき、たまたま参拝にやってきた根岸中田村（会津美里町根岸）の地頭・富塚伊賀守盛勝という若殿に一目ぼれをしたという。常姫は打ち明ける人もおらず思い悩むばかり、それからというもの食事も喉を通らなくなり、そのまま床に伏してしまった。医者やら祈祷師を頼んだりといろいろ手をつくしたのであるが、姫は一向に回復せず、ついにはこの世を去ってしまう。文永10年(1273年)6月17日のことである。その両親が子の菩提を弔うために、姫に似せた観音像と脇侍に不動明王と地蔵菩薩を、伊佐須美神社のご神体が降臨したと伝えきいた明神ヶ岳のふもとが切れるあたりの長尾地区（現・奥の院）を聖地として清め、ここで１週間以上苦労のすえ鋳造して、寒川村に建立した寺まで運ぼうとしたのである。しかし何故かこの根岸中田の里までおりてくると、観音を載せていた牛車が壊れるやら、牛が悲鳴をあげるやら、どうにも動かなくなってしまったという。これは亡き娘の希望に違いないと、ここ富塚盛勝屋敷に近い一角に観音堂が建てられ、寒川村の寺には原型の木彫観音が納められた(寒川観音寺を姉観音、弘安寺の観音を妹観音という)。時に文永11年(1274年)8月8日のことである。目的をはたしたものの江川長者夫婦は世の無常をさとり、弘安元年(1278年)諸国遍路に旅立ってその後の行方はわからないという。なお後日物語があり、その一部始終を知った富塚盛勝は、その姫の厚い思いに心打たれて、下野（しもつけ）の国より厳知(がんち)という僧をまねいて一宇をたてて中田庵とし、弘安2年(1279年)伽藍を造営して寺を弘安寺と改め、自らも臨済宗に帰依して、その後20年間にわたり姫の霊を慰め続けたのである。盛勝は正安元年（1299年）3月10日46歳で没した。法号は弘安寺殿玄翁宗頓居士であるという。

## 文化財

### 重要文化財（国指定）
- 旧観音堂厨子 - 「建造物」として指定
- 銅造十一面観音及び脇侍（不動明王・地蔵菩薩）立像 3躯

## 近隣情報
- 奥の院(金ごし壇)：中田観音の3尊を鋳造した場所として伝わる（徒歩で西へ10分、ただし看板はない）
- 千歳桜（県指定天然記念物）：ベニヒガンザクラであり樹齢750年以上。根岸中田村の地頭富塚盛勝が常姫（幼名・千歳）の死を悼み植えたものとされる（徒歩で南へ20分）
- 新鶴温泉健康センター・ほっとぴあ新鶴・ふれあいの森スポーツ公園（徒歩で西へ15～20分）
- 春日八郎記念館「おもいで館」（車で北へ5分）
- 法用寺三重塔（車で南へ5分）

## 交通アクセス
- 只見線根岸駅（徒歩5分）
- 磐越自動車道：新鶴スマートインターチェンジから5分、会津若松インターチェンジから約20分

## その他
- 駐車場：裏手に大型用、普通車用計20台分有り